# Алоїзій Каркошка
Алоїзій Каркошка (пол. Alojzy Karkoszka; 15 червня 1929, Рочини — 20 серпня 2001, Варшава) — польський комуністичний політик, керівник парторганізацій ПОРП у Варшаві та Гданську. У першій половині 1970-х років — член уряду ПНР, у другій половині десятиліття — секретар ЦК ПОРП. У 1980 році — член Політбюро ЦК ПОРП. Відомий як один з організаторів придушення робітничих протестів у грудні 1970 року. Був помітною фігурою партійно-державного керівництва у період правління Едварда Герека. Пішов з політики під тиском протестного руху 1980 року.

## Ранні роки. Освіта та робота
Народився у селі, розташованому у гміні Андрихув. Під час німецької окупації його було депортовано на примусові роботи до Німеччини. Після повернення до Польщі відслужив в армії, потім закінчив Варшавський технологічний університет. Здобув спеціальність інженера. Працював на автозаводі у Варшаві.

## Партійно-державна кар'єра

### При Гомулці. Секретар у Варшаві
З 20-річного віку Алоїзій Каркошка перебував в урядущій компартії ПОРП. Зробив кар'єру лінією партійного активу. За деякими даними, співпрацював із держбезпекою ПНР.
З 1960 року Каркошка — член Варшавського комітету ПОРП, у 1967—1970 роках — секретар столичної парторганізації (першим секретарем був Юзеф Кемпа). Таким чином, вже за Владислава Гомулка Каркошка займав сильні позиції у партійній ієрархії, причому найбільший кар'єрний підйом припав на період жорсткості режиму.

### Гданський грудень. У придушенні хвилювань 1970 року
У липні 1970 року Каркошка перейшов на посаду першого секретаря воєводського комітету ПОРП у Гданську. Через кілька місяців на Балтійському узбережжі почалися масові робітничі протести. Демонстранти вимагали зустрічі з першим секретарем, але Каркошка (на відміну від голови міської ради Гдині Яна Мар'янського) відмовився від діалогу і зайняв підкреслено жорстку позицію. Він переконував вище партійне керівництво, що у Тримісто відбуваються не спонтанні робочі виступи, а проявляється «організована антисоціалістична тенденція». Був включений до оперативного штабу придушення заворушень у Тримісто, куди входили також Гжегож Корчинський (начальник штабу, заступник міністра оборони), Станіслав Кочелек (член Політбюро та віцепрем'єр ПНР), Генрік Слабчик (заступник міністра внутрішніх справ), Роман Кольчинський (комендант воєводської міліції).
Вже 14 грудня 1970 року у Гданську почалися зіткнення робітників з міліцією. Алоїзій Каркошка підтримав встановлення члена Політбюро секретаря ЦК ПОРП Зенона Клишка, який прибув до Гданська, на силове придушення. У Гданську загинуло 6 осіб, у Гдині (яка також знаходилася у сфері компетенції Каркошки як першого секретаря воєводського комітету) — 18. Поранені обчислювалися сотнями.

### За Герека. В уряді та партійній верхівці
Робітничі протести були придушені, але партійне керівництво на чолі з Владиславом Гомулкою, включно з Клишком і Кочелеком, на початку 1971 року пішло у відставку. Новий перший секретар ЦК ПОРП Едвард Герек позитивно оцінив дії Каркошки, вважаючи, що йому вдалося утримати під контролем ситуацію у Гданську. Партійно-державна кар'єра Каркошки прискорилася.
З грудня 1971 року до травня 1975 року він обіймав посаду міністра будівництва, потім до грудня 1976 року був віцепрем'єром у кабінеті Петра Ярошевича. У 1976 році Алоїзій Каркошка очолив Варшавський комітет ПОРП й обійняв посаду секретаря ЦК. У лютому 1980 року був кооптований у Політбюро ЦК ПОРП.
Каркошка належав до близького оточення Герека, вважався його улюбленцем. Демонстрував неухильну старанність у реалізації вказівок глави ПОРП. На чолі столичного управління намагався уникати конфліктних ситуацій, часом імітував і навіть реально йшов на поступки городянам у соціально-побутових питаннях (наприклад, будівельних або стосовно споживчого ринку), що у цілому відповідало гереківській політиці соціального маневрування.
У 1979 році, під кінець «ери Герека», Алоїзій Каркошка був нагороджений вищим орденом ПНР.

## Відставка на тлі протестів
Влітку 1980 року у Польщі знову піднялася потужна хвиля протестів. Почавшись у середині липня у Любліні, у серпні хвилювання перекинулися до Гданська, охопили Балтійське узбережжя та швидко поширилися на всю країну. Виникло профоб'єднання «Солідарність», яке влада незабаром змушена була легалізувати.
На засіданні Політбюро 15 серпня 1980 року Каркошка характеризував ситуацію як «дуже небезпечну», говорив про переростання економічних вимог у політичні та стверджував, ніби «технологія добре організованих страйків розроблена Мочульським».
На початку вересня 1980 року Едвард Герек залишив посаду першого секретаря ЦК ПОРП. У грудні цього року завершилася політична кар'єра Алоїзія Каркошки. Як представник «гереківського оточення, яке призвело країну до кризи» Каркошка був усунений із політики.

## Смерть. В історичній пам'яті
Останні два десятиліття Алоїзій Каркошка прожив як пенсіонер і приватна особа. У бурхливих подіях участі не брав, від публічності утримувався. Помер у віці 72 років, вже у новій Польщі. Похований на цвинтарі Військові Повонзки.
У 2014 році Інститут національної пам'яті видав книгу «Zapomniani dygnitarze. Pierwsi sekretarze Komitetu Wojewódzkiego PPR/PZPR Gdańsku w latach 1945—1990» («Забуті сановники. Перші секретарі воєводського комітету ПРП/ПОРП у Гданську в 1945—1990 роки»). Помітне місце у ній посідає Алоїзій Каркошка.
Каркошка з'являється як епізодичний персонаж у фільмі «Чорний четвер» («Czarny czwartek») про криваві події грудня 1970 року. Роль Каркошки виконує Мирослав Кравчик.